# هلووین
هلووین (به انگلیسی: Helloween) یک گروه هوی و پاور متال آلمانی است که در دههٔ ۸۰ میلادی از اعضای گروی آیرن فیست و پاورفول تشکیل شد. این گروه را به عنوان سازنده و طراح سبک پاور متال می‌شناسند همچنین از این گروه به عنوان یکی از گروه‌های تشکیل دهنده موج هوی/اسپید/پاور متال آلمانی نام برده می‌شود.

## همه چیز دربارهٔ چند سرکدویی

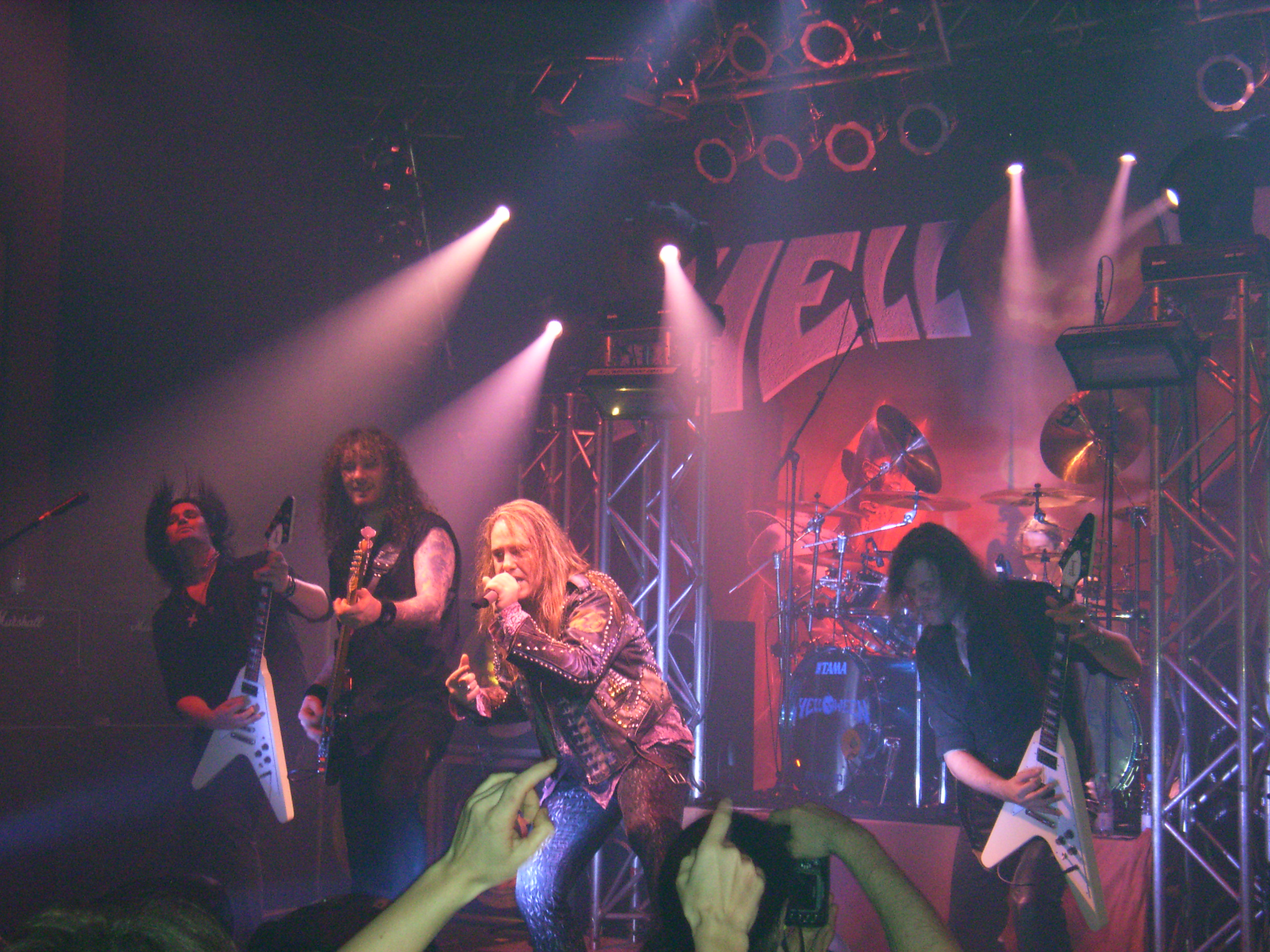
اجرای زنده در نورنبرگ سال 2006

همه چیز از ۱۹۸۴ در هامبورگ آلمان شروع شد، زمانی که که کای هانسن، مایکل ویکاث، مارکوس گراسکف و اینگو اشویشتنبرگ تصمیم گرفتند تاج گروه موسیقی خودشان را داشته باشند. آن‌ها نام هلووین را برای گروه برگزیدند و در همان سال طی قرار دادی با نویز رکوردز دو آهنگ «جدیت در زندگی» توسط ویکاث و «مهاجمان متال» توسط هانسن را ضبط کردند، آهنگ‌هایی که در اولین آلبومشان نسخه‌هایی سریعتر را می‌توان یافت.
در ۱۹۸۵ بود که آن‌ها اولین آلبوم رسمی ای‌پی را منتشر کردند آلبومی با نام هلووین که حاوی ۵ قطعه بود. همچنین در همان سال آن‌ها اولین آلبوم استودیویی خود را با نام دیوارهای اریحا منتشر کردند. در این آلبوم و آلبوم ای‌پی نام برده شده کای هانسن نقش نوازنده گیتار لید و خواننده را هم‌زمان بازی می‌کرد. در تور اجرای زنده‌ای که در همان دوران برپا شد مشخص شد که همزمانی اجرای این دو نقش توسط هانسن کار سختی است و باید چاره‌ای اندیشید. هانسن تنها در یک آلبوم ای‌پی دیگر به نام Judas خوانندگی کرد و پس از آن هلووین جستجو را برای پیدا کردن یک خواننده مناسب آغاز کرد.
اولین انتخاب گروه برای خواننده، رالف شفر بود ولی او نپذیرفت، آن‌ها سپس خواننده‌ای ۱۸ ساله به نام مایکل کیسکه را پیدا کردند، او پیشنهاد را پذیرفت و به هلووین پیوست. آن‌ها با خواننده جدید دو آلبوم نگهبانان هفت کلید - بخش اول در ۱۹۸۷ و نگهبانان هفت کلید - بخش دوم در ۱۹۸۸ را منتشر کردند. آلبوم مورد توجه ام‌تی‌وی قرار گرفت و قطعه «I Want Out» در برنامه «Headbanger's Ball» به‌طور پیاپی پخش شد. با انتشار این دو آلبوم، هلووین در عرصه جهانی به شهرت و اعتباری خوبی دست پیدا کرد.
در اواخر ۱۹۸۹ پس از برگزاری تور اجرای زنده آلبوم نگهبانان هفت کلید - بخش دوم کای هانسن ناگهان تصمیم به ترک گروه گرفت. علت جدایی او ناسازگاری با اعضای گروه و وجود مشکل با نویز اینترنشنال و همچنین عدم تطابق زندگی در تور عنوان شده‌است. خیلی زود رولند گراپوف جای او را در هلووین گرفت و کار را با گروه آغاز کرد.
هلووین در ۱۹۸۹ آلبوم اجرای زنده‌ای با نام Live In The UK را منتشر کرد که حاوی آهنگ‌های اجرا شده از ۱۹۸۸ بود. اعضای گروه کار را ادامه دادند اما مشکل با شرکت نویز باعث شد تا آن‌ها ناشر خود را عوض کنند. آلبوم Pink Bubbles Go Ape در ۱۹۹۱ با ناشر جدید گروه یعنی ای‌اِم‌آی منتشر شد. در مقایسه با آلبوم‌های پیشین، آلبوم کمتر هوی است و بیشتر بر روی مسائل احساسی تکیه دارد تا داستان‌های حماسی و خیالی. آلبوم با استقبال چندانی روبرو نمی‌شود. نه از لحاظ تجاری و نه از دید منتقدان، آلبوم موفقی نمی‌شود و این سبب آغاز فشار روحی و کشمکش میان اعضای گروه می‌شود.
آلبوم آفتاب‌پرست در ۱۹۹۳ منتشر می‌شود و این آلبوم نیز همانند آلبوم قبلی شکست می‌خورد و این سبب می‌شود گروه به سه تکه تقسیم شود. از طرفی مایکل کیسکه و اینگو اشویشتنبرگ و طرف دیگر ویکاث و رولند گراپوف، مارکوس گراسکف هم در این میان سعی در آشتی دادن آن‌ها می‌کرد.
چندی بعد، در هنگام برگزاری تور آفتاب‌پرست به نظر می‌رسید که گروه در حال متلاشی شدن است. نوازنده درامز گروه، اینگو اشویشتنبرگ به علت مصرف مواد اعتیادآور مریض شده بود و به همین سبب از گروه اخراج شد و جای خود را ریچی ابدل نبی داد. ویکاث هم از کار کردن با کیسکه سر باز می‌زد. و سرانجام تصمیم گرفته شد مایکل کیسکه از گروه اخراج شود. تا مدت‌ها بعد کیسکه در اظهارات خود از هلووین به خوبی یاد نمی‌کرد و اظهار می‌داشت که از حس هوی متال ناخشنود است. او در ۱۹۹۶ آلبوم شخصی خود را با نام Instant Clarity در سبک پاپ و سافت راک منتشر کرد.
پس از جدایی کیسکه از گروه، ابدل نبی که جانشین شویتنبرگ ماهر و حرفه‌ای شده بود به علت بی‌لیاقتی و ناتوانی از گروه اخراج شد. در ۱۹۹۳ هلووین نه خواننده داشت و نه نوازنده درامز و نه قراردادی با ناشر (شرکت ای‌اِم‌آی پس از اینکه فروش آلبوم‌های Pink Bubbles Go Ape و آفتاب‌پرست با شکست مواجه شد قرارداد خود را با هلووین ملغی اعلام کرد).

### ارباب حلقه‌ها و زمانی برای عهد به پیمان
هلووین با پیوستن اندی دریس به عنوان خواننده و اولی کوش نوازنده درامز به گروه در سال ۱۹۹۴ جان تازه‌ای می‌گیرد. دریس قبلاً هم در ۱۹۹۱ از طرف ویکاث برای پیوستن به گروه دعوت شده بود اما نپذیرفته بود. با وجود آنکه کیفیت صدای دریس مانند کیسکه نبود اما سبک خوانندگی او شباهت زیادی به سبک هانسن داشت و همین‌طور توانایی او در آهنگسازی و بازگشت به حال و هوای قدیم هلووین و ساخت آهنگ‌هایی چون «Where The Rain Grows» و «The Game Is On» باعث شد هواداران به او علاقه‌مند شوند. گروه با اعضای جدید با شرکت نشر آثار موسیقی Castle قرارداد بست و آلبوم Master of the Rings را منتشر کرد.
در ۱۹۹۵ اتفاق غم‌انگیزی رخ داد، اینگو اشویشتنبرگ نوازنده درامز سابق هلووین که به علت افسردگی و بیماری‌های روحی به مصرف مواد مخدر روی آورده بود و سرانجام در ۸ مارس ۱۹۹۵ در سن ۲۹ سالگی با پریدن در مقابل یک قطار محلی در هامبورگ به زندگی خود خاتمه داد. هلووین برای گرامی داشتن یاد او در ۱۹۹۶ آلبوم The Time Of The Oath را منتشر کرد، آلبومی که هلووین را تبدیل به یکی از محبوب ترین‌های سال ۱۹۹۶ کرد هر چند که غم از دست رفتن شویتنبرگ هنوز هم هواداران را می‌آزارد. اشعار آلبوم بر پایه پیش گویی‌های نوستراداموس نوشته شده‌است. پس از ضبط این آلبوم گروه تور اجرای زنده دور دنیایی را راه انداخت و از دل آن یک آلبوم اجرای زنده دیگر به نام High Live را منتشر نمود.
در ۱۹۹۸ هلووین آلبوم Better Than Raw را منتشر نمود که هوی‌ترین آلبوم آن‌ها از زمان انتشار اولین آلبومشان به نظر می‌رسید. توری برای این آلبوم راه افتاد، اروپا، ژاپن و برزیل اما در ۲۰ دسامبر ۱۹۹۸ بود که هلووین برای اولین در آمریکا ظاهر می‌شد آن هم تقریباً در جشن دهمین سالگرد تشکیل گروه. پس از ضبط، انتشار و برگزاری تور برای آلبوم Better Than Raw گروه آلبوم گرد آوری شده Metal Jukebox را منتشر کرد. آلبومی که از اجرای مجدد آهنگ‌های گروه‌های محبوب اعضا تشکیل می‌شود. در این آلبوم آثاری از دیپ پرپل، آبا، فیث نو مور و جترو تال وجود دارد که توسط اعضای گروه دوباره اجرا و ضبط شده‌است.

### راندن بر تاریکی و خرگوش‌های ناقلا
آلبوم The Dark Ride سال ۲۰۰۰ توسط هلووین منتشر شد، آلبومی که حال و هوایی بسیار تاریکتر از آلبوم‌های قبلی داشت. کوک گیتار در این آلبوم پایین رفت و دریس هم با خشن و زمخت تر کردن صدای خود سبک خوانندگی اش را تغییر داد تا بدین گونه آلبوم حال و هوایی تیره‌تر داشته باشد. پس از برگزاری تور، ویکاث، دریس و گراسکف به این نتیجه رسیدند که کوش و گراپف وقت بیشتری صرف گروه خودشان به نام مستر پلن می‌کنند و کمتر به وظایفشان در گروه می‌رسند پس این دو گروه از جدا شدند. برای اینکه مشکل کیسکه تکرار نشود از طریق ای میل به آن‌ها پیغام احراج شدنشان از گروه داده شد. پس از جدایی این دو گروه ساشا گرستنر را به عنوان نوازنده جدید گیتار برگزید و همچنین آن‌ها مارک کراس که پیش از این نوازنده درامز گروه‌هایی چون کینگ دام کام و متالیوم بود را برای نوازندگی گروه برگزیدند. هلووین پس از عضوگیری جدید در سال ۲۰۰۳ آلبوم Rabbit Don't Come Easy را منتشر کرد. در ضبط این آلبوم کراس نتوانست کاملاً شریک باشد و از گروه جدا می‌شود. در ضبط دو آهنگ از این آلبوم از مایکی دی نوازنده درامز گروه موتورهد استفاده شده‌است. اشتفان شوارتزمن نوازنده درامز اصلی گروه‌های چون رانینگ وایلد و اکسپت به مدت کوتاهی وظیفه نوازندگی درامز گروه را پذیرفت. گروه یک تور اجرای زنده موفق را پس از این آلبوم پشت سر گذاشت تا حدی که بلیط اجرای آن‌ها در آمریکا به علت جمعیت انبوه و زیاد خیلی زود تمام شد و عده زیادی پشت درماندند.

### داستان نگهبانان هفت کلید و قمار با شیطان
در سال ۲۰۰۵ هلووین شاهد دو تغییر دیگر بود. اشتفان شوارتزمن از گروه جدا می‌شود و دانیل لبل جای او را می‌گیرد و همچنین هلووین ناشر خود را عوض می‌کند و با شرکت اس‌پی‌وی قرارداد می‌بندد. قبل از اینکه گروه آلبوم جدید استودیویی خود را منتشر کند، آلبوم تکی با نام Mrs. God و نما آهنگی برای آهنگ Light the Universe را منتشر می‌کند که در ضبط آهنگ و نما آهنگ Light the Universe کندیس نایت، همسر ریچی بلکمور و خواننده گروه بلکمورز نایت، در نقش خواننده مهمان ظاهر می‌شود. در ۲۸ اکتبر ۲۰۰۵ در آلمان و نوامبر ۲۰۰۸ در آمریکا آلبوم استودیویی نگهبان هفت کلید - میراث منتشر می‌شود و تحسین منتقدان را برمی‌انگیزد.
در اواخر سال ۲۰۰۶ هلووین اجراهای زنده خود را در برزیل، ژاپن و بلغارستان به صورت آهنگ و فیلم ضبط می‌کند و حاصل دی وی دی تصویری می‌شود به نام نگهبان هفت کلید - تور جهانی میراث ۲۰۰۶/۲۰۰۵ که با موفقیت‌های بسیاری را در کشورهای مختلف روبرو می‌شود.
آلبوم قمار با شیطان آخرین آلبوم استودیویی هلووین تا بدین لحظه‌است که در ۲۷ اکتبر ۲۰۰۷ منتشر شد. در نقد این آلبوم تعریف‌های بسیاری نوشته شده‌است و هواداران این آلبوم را بهترین آلبوم اجرا شده توسط اندی دریس می‌دانند.
برای برگزاری تور ۲۰۰۷/۲۰۰۸، هلیش راک، هلووین از گروه کای هانسن یعنی گاما ری دعوت به عمل آورد و حاصل برگزاری یک تور موفق بود. در اجرای آلمان گروه پاور متال اکسیس هم دعوت شده بود. این تور در اروپا، آسیا و آمریکای شمالی برگزار شد و به علت حضور هم‌زمان یاران قدیمی یعنی هانسن، ویکاث و گراسکوف مشهور شد.

### ۲۰۰۹ و آلبومی استثنایی برای ۲۵ سال سرکدویی بودن
در اواخر ۲۰۰۹ هلووین به مناسبت بیست و پنجمین سالگرد تشکیل گروه آلبومی ویژه را منتشر خواهد کرد. البته اطلاعات زیادی در مورد نام آلبوم و آهنگ‌ها در دست نیست.

## نوازندگان

### نوازندگان حاضر
- اندی دریس (خواننده)
- میشائل وایکات (گیتار)
- ساشا گرستنر (گیتار)
- مارکوس گروسکف (گیتار باس)
- دنیل لبل (درامز)

| دوره زمانی | اعضای تشکیل دهنده                                                                                                   | آلبوم‌ها                                                                                            |
| ---------- | --- | -------------------------------------------------------------------------------------------------- |
| ۱۹۸۴–۱۹۸۶  | کای هانسن (خواننده-گیتار)، مایکل ویکاث (گیتار) مارکوس گراسکف (گیتارباس)، اینگو اشویشتنبرگ (درامز)                   | Helloween (1985) Walls of Jericho (۱۹۸۵)                                                           |
| ۱۹۸۶–۱۹۸۹  | مایکل کیسکه (خواننده)، کای هانسن (گیتار)، مایکل ویکاث (گیتار) مارکوس گراسکف (گیتارباس)، اینگو اشویشتنبرگ (درامز)    | Keeper of the Seven Keys Part ۱ (۱۹۸۷) Keeper of the Seven Keys Part ۲ (۱۹۸۸)                      |
| ۱۹۸۹–۱۹۹۳  | مایکل کیسکه (خواننده)، مایکل ویکاث (گیتار) رولند گراپوف (گیتار)، مارکوس گراسکف (گیتارباس)، اینگو اشویشتنبرگ (درامز) | Pink Bubbles Go Ape (1991) Chameleon (۱۹۹۳)                                                        |
| ۱۹۹۳–۲۰۰۱  | اندی دریس (خواننده)، مایکل ویکاث (گیتار) رولند گراپوف (گیتار)، مارکوس گراسکف (گیتارباس)، اولی کوش (درامز)           | Master of the Rings (1994) The Time of the Oath (۱۹۹۶) Better Than Raw (1998) The Dark Ride (۲۰۰۰) |
| ۲۰۰۲       | اندی دریس (خواننده)، مایکل ویکاث (گیتار) ساشا گرشتنر (گیتار)، مارکوس گراسکف (گیتارباس)، مارک کراس (درامز)           | Rabbit Don't Come Easy (۲۰۰۳)                                                                      |
| ۲۰۰۳–۲۰۰۵  | اندی دریس (خواننده)، مایکل ویکاث (گیتار) ساشا گرشتنر (گیتار)، مارکوس گراسکف (گیتارباس)، استفان شوارزمن (درامز)      | |
| ۲۰۰۵-اکنون | اندی دریس (خواننده)، مایکل ویکاث (گیتار) ساشا گرشتنر (گیتار)، مارکوس گراسکف (گیتارباس)، دنیل لبل (درامز)            | Keeper of the Seven Keys - The Legacy (2005) Gambling with the Devil (۲۰۰۷)                        |

### نوازندگان مهمان
- جان البرک (کیبورد)
- ریچی ابدل نبی (درامز)